# 拉德洛
拉德洛（Ludlow）是英格蘭施洛普郡的一個集镇，位於舒茲伯利以南28英里（45），赫里福德以北23英里（37）。拉德洛有包括拉德洛城堡在內的接近500棟登錄建築，被作家約翰·貝傑曼爵士譽為「很可能是英格蘭最可愛的城鎮」。

## 友好城市
- 法國 马塞堡

## 外部連結
- Ludlow Town Council （页面存档备份，存于）
- Geograph （页面存档备份，存于） – photos of Ludlow and surrounding areas